# Sony Classical

Logo von Sony Classical. Zwei Sechzehntelnoten auf rotem Grund.

Sony Classical Records (kurz Sony Classical) ist ein US-amerikanisches Plattenlabel, das sich im Besitz des Major-Labels Sony Music Entertainment befindet und damit zu der Sony Corporation gehört.

## Geschichte
Im Jahr 1924 wurde das Label unter dem Namen Columbia Masterworks Records, einer Tochtergesellschaft von Columbia Records gegründet. 1980 erfolgte eine Umbenennung in CBS Masterworks Records. Zehn Jahre später wurde CBS Records von der Sony Corporation übernommen und in seine bis dato bestehende Bezeichnung Sony Classical Records umbenannt. Der Vertrieb erfolgt dabei weiterhin über Sony Masterworks. Sony Classical ist eines der größten und erfolgreichstes Label für klassische Musik weltweit und hat seinen Hauptsitz in New York und Berlin.

## Künstler
Sony Classical verfügt über die Verwertungsrechte der Werke namhafter Musiker und Komponisten, darunter Lang Lang, Jonas Kaufmann, Yo-Yo Ma, Igor Levit, Teodor Currentzis, Khatia Buniatisvhili, Christian Gerhaher, Sol Gabetta, Arcadi Volodos, Juan Diego Flórez, Leif Ove Andsnes, Joshua Bell, Lucas Debargue, Martin Stadtfeld, Simone Kermes und Raphaela Gromes. Ebenfalls befinden sich renommierte musikalische Gruppen bei Sony Classical unter Vertrag, wie die Wiener Philharmoniker, Berliner Philharmoniker, das Sinfonieorchester Basel, sowie das Kammerorchester Basel.

## Filmmusik und Dokumentationen
Sony Classical veröffentlichte von etlichen Filmproduktionen den Soundtrack, so nicht nur von Filmen aus dem eigenen Konzern wie Inferno, sondern auch von anderen Studios wie Girl on the Train (Universal Studios) oder Fences (Paramount Pictures). Dazu kommen Veröffentlichungen von Konzertaufnahmen in Bild und Ton wie Dvořák in Prague: A Celebration und Beteiligungen an Dokumentationen über ihre Künstler, wie Lang Lang: Aus dem Leben eines Virtuosen (2011) von Thomas Grube zusammen mit dem ZDF.

## Angeschlossene Plattengesellschaften

### XXIM Records

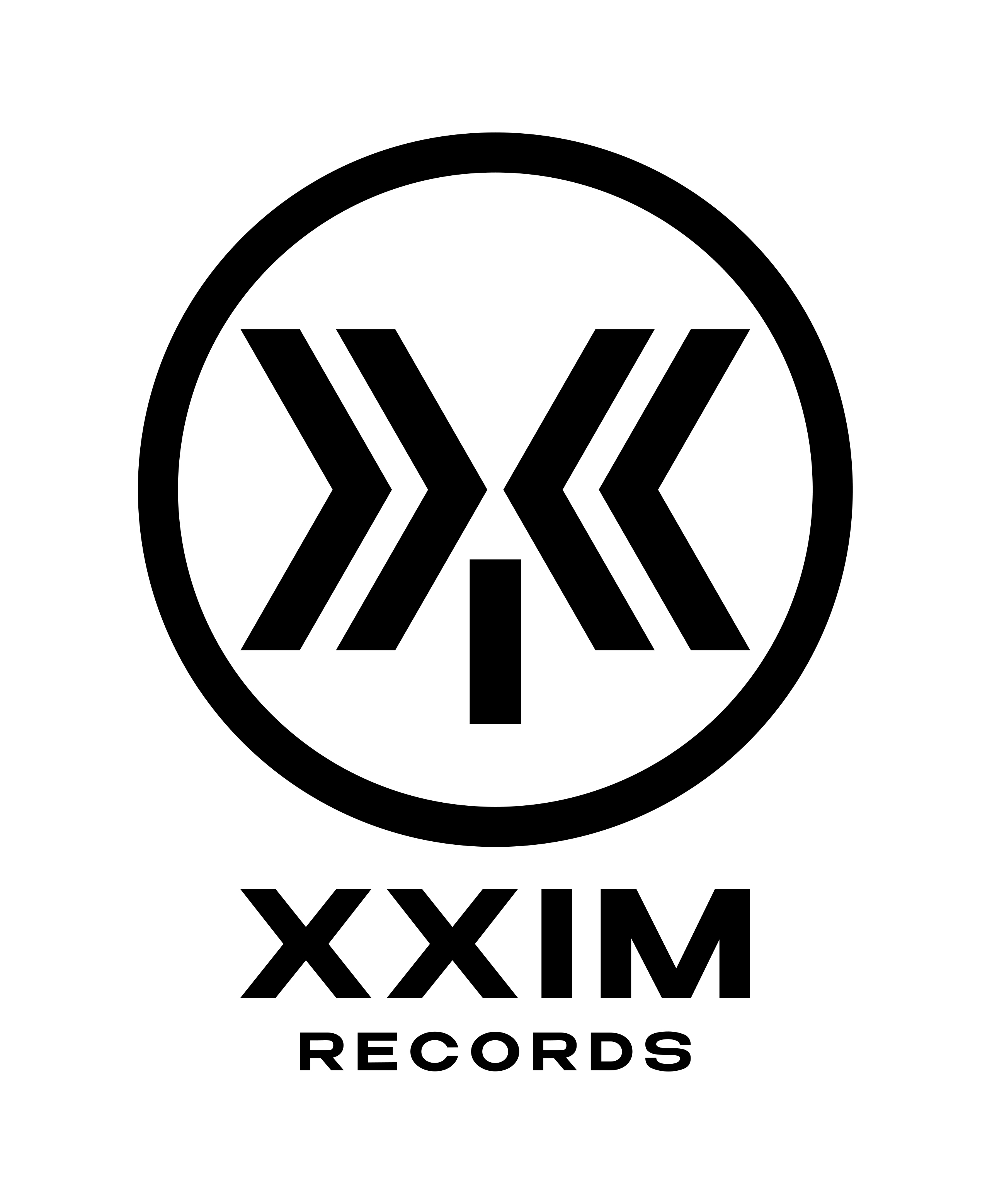
Das Logo von XXIM Records

2021 gründete Sony Classical in Berlin XXIM Records (ausgesprochen: Twenty-One M Records), ein Musiklabel das auf Instrumentalmusik in den Genres Neo-Klassik, Post-Rock, Elektronik und Ambient-Sounds spezialisiert ist. Kreativchef des Labels ist Alexander Buhr, der Senior Vice President of International A&R and Business Opportunities von Sony Classical.

#### Künstler (Auswahl)
- Federico Albanese, italienischer Komponist, Pianist und Musikproduzent[18]
- Eydís Evensen, isländische Pianistin und Komponistin
- Uèle Lamore, französisch-amerikanische Komponistin, Dirigentin, Produzentin und Arrangeurin
- Hugar, isländische Band
- Stimming X Lambert, deutsches elektroakustisches Duo[19]
- GoGo Penguin[20]
- Alexandra Stréliski, kanadische Komponistin und Pianistin[21]

## Präsidenten
- 1989–1995: Günther Breest[22][23]
- 1995–2005: Peter Gelb[24] (NY)
- 2005–2006: Gilbert Hetherwick (als President Sony BMG Masterworks)[25] (NY)
- 2006–2009: Alexander "Alex" Miller (als General Manager/Senior Vice President Sony BMG Masterworks)[25] (NY)
- 2009–2019: Bogdan Roščić[26][27]
- 2019: Per Hauber[28]